# Miguel Alejandro Puglia
Miguel Puglia (Montevideo, Uruguay, 20 de enero de 1988) es un futbolista uruguayo. Juega de delantero y su actual equipo es Blackjack de la Liga del Rey Centenario.

## Clubes
| Club                    | País      | Año             |
| ----------------------- | --------- | --------------- |
| Fenix                   | Uruguay   | 2008 - 2011     |
| Juventud de Las Piedras | Uruguay   | 2011 - 2012     |
| Fenix                   | Uruguay   | 2012 - 2013     |
| Liverpool               | Uruguay   | 2013 - 2015     |
| Ferro                   | Argentina | 2016 - Presente |

## Estadísticas
Actualizado al 18 de noviembre de 2016

| Fenix · Uruguay |                     |                     |    |    |   |   |   |   |   |   |    |    |    |   |
| 2.ª | 2008-09             | 0                   | 0  | 0  | — | — | — | — | — | — | 0  | 0  | 0  |   |
| 1.ª | 2009-10             | 1                   | 0  | 0  | — | — | — | — | — | — | 1  | 0  | 0  |   |
| 1.ª | 2010-11             | 0                   | 0  | 0  | 0 | 0 | 0 | 0 | 0 | 0 | 0  | 0  | 0  |   |
| Total | Total               | 1                   | 0  | 0  | 0 | 0 | 0 | 0 | 0 | 0 | 1  | 0  | 0  |   |
| Juventud de Las Piedras · Uruguay |                     |                     |    |    |   |   |   |   |   |   |    |    |    |   |
| 2.ª | 2011-12             | 0                   | 0  | 0  | 0 | 0 | 0 | 0 | 0 |   | 0  | 0  | 0  |   |
| Total | Total               | 0                   | 0  | 0  | 0 | 0 | 0 | 0 | 0 | 0 | 0  | 0  | 0  |   |
| Fenix · Uruguay |                     |                     |    |    |   |   |   |   |   |   |    |    |    |   |
| 1.ª | 2012-13             | 29                  | 6  | 0  | — | — | — | — | — | — | 29 | 6  | 0  |   |
| Total | Total               | 29                  | 6  | 0  | 0 | 0 | 0 | 0 | 0 | 0 | 29 | 6  | 0  |   |
| Liverpool · Uruguay |                     |                     |    |    |   |   |   |   |   |   |    |    |    |   |
| 1.ª | 2013-14             | 22                  | 0  | 0  | 0 | 0 | 0 | — | — | — | 22 | 0  | 0  |   |
| 1.ª | 2014-15             | 25                  | 5  | 0  | 0 | 0 | 0 | — | — | — | 25 | 5  | 0  |   |
| Total | Total               | 47                  | 5  | 0  | 0 | 0 | 0 | 0 | 0 | 0 | 47 | 5  | 0  |   |
| Ferro Argentina |                     |                     |    |    |   |   |   |   |   |   |    |    |    |   |
| 2.ª | 2016                | 6                   | 0  | 0  | 0 | 0 | 0 | — | — | — | 6  | 0  | 0  |   |
| 2.ª | 2016-17             | 2                   | 0  | 0  | 0 | 0 | 0 | — | — | — | 2  | 0  | 0  |   |
| Total | Total               | 8                   | 0  | 0  | 0 | 0 | 0 | 0 | 0 | 0 | 8  | 0  | 0  |   |
| Total en su carrera | Total en su carrera | Total en su carrera | 85 | 11 | 0 | 0 | 0 | 0 | 0 | 0 | 0  | 85 | 11 | 0 |
| (1) La copa nacional se refiere a la Copa Argentina y Supercopa Argentina . (2) La copa internacional se refiere a la Copa Sudamericana, Recopa Sudamericana, Copa Libertadores y Copa Suruga Bank. (3) Promedio de goles recibidos por partidos no incluye goles recibidos en partidos amistosos. |                     |                     |    |    |   |   |   |   |   |   |    |    |    |   |